# 超弹性

几种超弹性材料模型的应力-应变曲线

超弹性材料模型可用于为类橡胶材料建模，其中的解会涉及大变形。假设材料为非线性弹性、同向性且不可压缩。常见的超弹性模型有：
- Mooney - Rivlin 超弹性模型可以用于实体单元和厚壳体。
- 超弹性 Ogden 模型（英语：Ogden hyperelastic model）
- 超弹性 Blatz - Ko 模型用于可压缩聚氨酯（PU）泡沫类型橡胶的模型。